# 千塚町 (栃木市)
千塚町（ちづかまち）は、栃木県栃木市の地名。郵便番号は328-0135。
　

## 地理
吹上地区西部に位置し、東は仲方町・大森町・吹上町、西は柏倉町、南は宮町、北は尻内町・梓町と接している。

## 世帯数と人口
2017年（平成29年）8月31日現在の世帯数と人口は以下の通りである。
| 町丁   | 世帯数  | 人口  |
| ------ | ------- | ----- |
| 千塚町 | 163世帯 | 488人 |

## 施設
公共
- 栃木市老人福祉センター福寿園

寺社
- 千塚八幡宮

その他
- ゴールド栃木プレジデントカントリークラブ

## 交通

### バス
栃木市営生活バス
■星野御岳山線・■出流観音線
- 福寿園

### 道路
主要地方道
- 栃木県道32号栃木粕尾線（鍋山街道）

## 小・中学校の学区
市立小・中学校に通う場合、学区は以下の通りとなる。
| 番地 | 小学校             | 中学校             |
| ---- | ------------------ | ------------------ |
| 全域 | 栃木市立千塚小学校 | 栃木市立吹上中学校 |